# 松浦晃一郎
松浦晃一郎（日语：／ Matsuura Kōichirō；1937年9月29日—），山口縣佐波郡島地村（今山口市）出身，日本外交官。公益財團法人日法會館理事長、一般社團法人非洲協會會長、保聖那管理顧問股份有限公司監査役、中國人民大學名譽教授。曾任日本駐法國大使、联合国教育、科学及文化组织第8任总干事（1999年11月-2009年11月）。

## 簡歷
山口縣佐波郡島地村出生，1956年畢業於東京都立日比谷高等學校，1958年於東京大學法學部就學期間通過外交官資格考試，1959年進入日本外务省工作，曾先後於1985年任駐香港總領事，1988年任日本外务省经济合作局局长，1990年任日本外务省北美局局长，1992年任日本外务省副大臣，1994年任日本驻法国大使。1999年出任聯合國教科文組織總幹事至2009年卸任。

## 荣誉

### 日本勋章奖章
- 瑞宝大绶章（2012年11月）

### 外国勋章奖章
- 一等立陶宛大公格季米纳斯勋章（立陶宛，2001年4月23日批准[2]）
- 荣誉勋章（阿塞拜疆，2005年8月23日批准[3]）
- 恩里克王子大十字勋章（葡萄牙語：Ordem_do_Infante_D._Henrique）（葡萄牙，2005年10月6日[4]）
- 二等智者雅罗斯拉夫王公勋章（乌克兰，2006年3月30日批准[5]）
- 友谊勋章（俄罗斯，2007年10月3日批准[6]）